# 住得其樂
住得其樂，美国中文电视节目，為獲奬系列－《美化家居》的續集。主持人：劉美誼
由美國華裔製作公司，JLG娛樂製作，執行製作，透過美國中文電視，凤凰卫视美洲台，KTSF全美播送。

## 外部連結
- 榮獲第三十屆Telly Award大獎（页面存档备份，存于）
- 节目官方网站[永久]
- 北美新浪網报道（页面存档备份，存于）